# Резервисты и Академия ФК «Манчестер Сити»
Резервная команда футбольного клуба «Манчестер Сити» (англ. Manchester City Elite Development Squad) — резервисты английского футбольного клуба «Манчестер Сити». Выступает в турнире под названием Премьер-лига 2, высшем дивизионе Лиги профессионального развития. Ранее за команду резервистов выступали игроки до 23 года, в настоящее время — до 21 года.
По состоянию на середину 2019 года, академия «Манчестер Сити» занимала последнее 20-е место из всех команд Премьер-лиги по количеству выпускников, выходящих в основном составе первой команды в чемпионате Англии. Выпускники академии «Манчестер Юнайтед», принципиального соперника «Сити», напротив, заняли первое место среди всех команд английского первенства по количеству минут, проведённых в матчах Премьер-лиги.

## Резервисты

### Достижения
- Международный кубок Премьер-лиги: 1
  - 2014/15

- Центральная лига: 4
  - 1977/78, 1986/87, 1999/20000, 2007/08

- Большой кубок Ланкашира: 6
  - 1921, 1923, 1928, 1930, 1953, 1974

- Большой кубок Манчестера: 15
  - 1891, 1892, 1901, 1903 (совместно с «Бери»), 1907, 1911, 1928, 1929, 1932, 1933, 1949, 2001, 2005, 2007, 2010

## Академия
В Академии «Манчестер Сити» существует несколько возрастных групп, заканчивая командой игроков до 18 лет.

### Достижения
- Обладатели Молодёжного кубка Англии: 2
  - 1986, 2008

- Чемпионы Премьер-лиги до 18 лет:
  - Чемпионы Северного дивизиона (6) 1997/98, 2007/08, 2009/10, 2013/14, 2015/16, 2016/17
  - Национальные чемпионы: 2015/16